# Kléber (football, 1983)
Pour les articles homonymes, voir Kléber (homonymie).
Kléber Giacomace de Sousa Freitas, dit Kléber, est un footballeur brésilien né le 12 août 1983 à Osasco (São Paulo). Il joue au poste d'attaquant au Bold d'Austin en USL Championship.

## Biographie
En février 2008, il est prêté au club brésilien Palmeiras. Puis en 2009, il est transféré à Cruzeiro. En juin 2010 Palmeiras rachète la moitié de ses droits pour un contrat de cinq ans.

## Palmarès
- Vainqueur de la Coupe du monde des moins de 20 ans en 2003 avec l'équipe du Brésil des moins de 20 ans
- Champion d'Ukraine en 2004 et 2007 avec le Dynamo Kiev
- Vainqueur de la Coupe d'Ukraine en 2005, 2006 et 2007 avec le Dynamo Kiev
- Champion de l'État de São Paulo en 2008 avec Palmeiras
- Champion de l'État du Minas Gerais en 2009 avec Cruzeiro